# Maria Toríbia
Maria Toríbia (Uceda, c. século XII – Madrid, c. 1175) foi uma camponesa espanhola conhecida por ser a esposa de Santo Isidoro. Ela é chamada na Espanha de Santa María de la Cabeza ("Santa Maria da Cabeça"). Em 1697, seu culto recebeu confirmação pela Igreja Católica.

## Vida

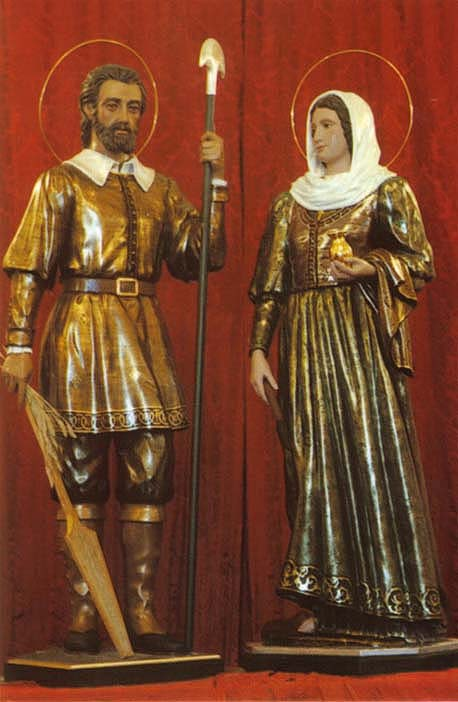
Os santos Isidoro, o Lavrador, e Maria da Cabeça, esculturas do século XVIII em Madrid

A data de nascimento de Maria é desconhecida, sendo certo de que foi em algum momento no início do século XII. Acredita-se que ela tenha nascido em Caraquiz, uma pequena vila perto de Uceda, na atual província espanhola de Guadalajara. Posteriormente, ela viveu em Torrelaguna, na atual província de Madrid. Lá, ela conheceu e se casou com Santo Isidoro, um simples fazendeiro de Madrid (que, segundo algumas fontes, havia fugido para lá como resultado da invasão almorávida), com quem teve seu único filho, Santo Illán. Segundo a lenda, a criança um dia caiu em um poço profundo, deixando os pais sem outro recurso a não ser a oração. Milagrosamente, o nível da água subiu repentinamente até o nível do solo, e o bebê flutuante foi facilmente resgatado ileso. Como resultado disso, ela e o marido se comprometeram com a abstinência sexual como forma de devoção e, a partir daí, viveram em casas diferentes. Seu filho morreu mais tarde, na infância.
Uma história relata que Maria sempre mantinha uma panela de ensopado na lareira de sua humilde casa rural. Ela sabia que seu marido Isidoro costumava trazer para casa qualquer pessoa que estivesse com fome. Um dia, ele trouxe para casa mais pessoas famintas do que o normal. Depois de servir muitas delas, Maria disse a ele que simplesmente não havia mais ensopado na panela. Ele insistiu que ela verificasse a panela novamente, e ela conseguiu servir ensopado suficiente para alimentar a todos.
A vida durante a Idade Média não era fácil para as mulheres. Maria Toríbia era responsável pelas tarefas domésticas e pelas rigorosas atividades agrícolas.
Maria Toríbia sobreviveu substancialmente ao marido, que morreu em 1130. Após a morte dele, ela viveu como eremita, realizou milagres e teve visões. Por exemplo, a lenda sugere que todas as noites ela sonhava com a Virgem Maria, que cruzaria o Rio Jarama enquanto estendia seu manto puro sobre as águas.

## Veneração

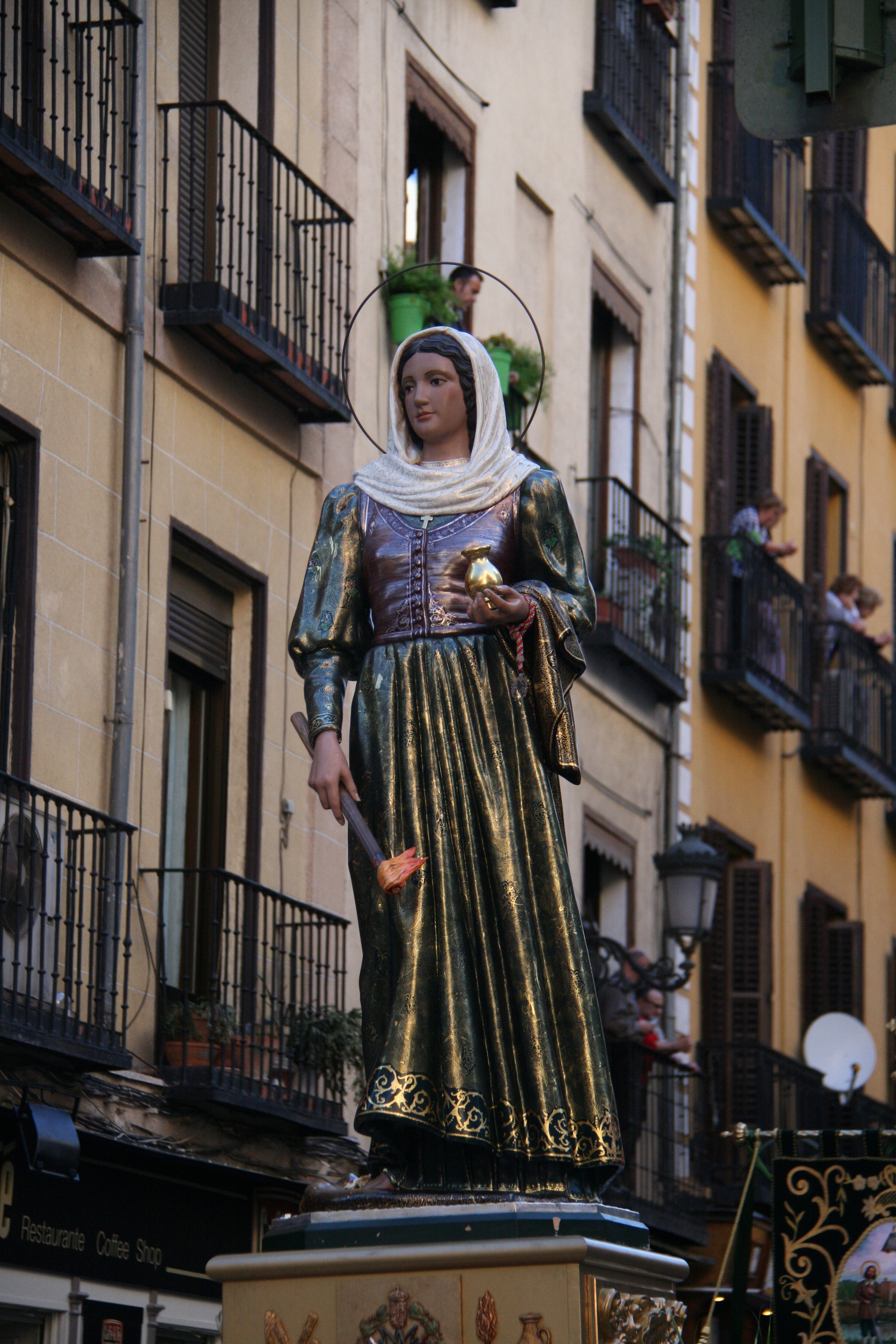
Procissão de Santa María de la Cabeza em Madrid (2011)

Após a morte de Isidoro, Maria tornou-se eremita. Dizia-se que ela realizava milagres e mereceu, após sua morte, o apelido de "la Cabeza", porque a relíquia de sua cabeça (conservada em um relicário e carregada em procissão) frequentemente trazia chuva do céu para campos secos.
Após serem movidas diversas vezes, suas relíquias foram finalmente reunidas em 1769 na Real Colegiada de Santo Isidro, em Madrid, onde permanecem para veneração pública. Elas repousam junto ao corpo incorrupto de seu marido.
Reverenciada pelos trabalhadores rurais em todo o mundo católico, Maria Toríbia foi beatificada pelo Papa Inocêncio XII em 11 de agosto de 1697. Em 9 de setembro de 1752, o Papa Bento XIV concedeu-lhe ofício e missa próprios, instituindo aquele dia como festa em sua honra.
Apesar dos séculos que se passaram desde que ela viveu, os santos Isidoro e Maria continuam a ser fortes exemplos do significado vocacional do matrimônio, não apenas como uma instituição que atende a uma necessidade de afeto ou continua uma linhagem familiar, mas também como uma vocação por meio da qual as pessoas podem alcançar a santidade. Este exemplo de santidade no matrimônio é demonstrado por seu amor à Deus, amor à Bem-Aventurada Virgem Maria e à família. Desde o século XIII, a Real Colegiada de Santo Isidro promove e difunde este conceito e exemplo de matrimônio santo estabelecido pelos santos Isidoro e Maria Toribia.
Em julho de 2011, três paróquias rurais da Diocese de Rochester foram unidas em uma única paróquia sob o patrocínio dos Santos Isidoro e Maria Toríbia. De acordo com o pároco Patrick Connor, o título de Santos Isidoro e Maria Toríbia carrega um significado significativo, embora nem todos os paroquianos sejam agricultores ou vivam em áreas rurais.